# Архелай (сын Темена)
Архелай (др.-греч. Ἀρχέλαος) — персонаж древнегреческой мифологии, потомок Геракла. Архелай был вынужден бежать из родного Аргоса в Македонию, где основал город Эги и стал родоначальником македонских царей из династии Аргеадов. Возникновение легенды об Архелае датируют 408—406 годами до н. э. В этот период знаменитый древнегреческий драматург Еврипид написал одноимённую трагедию для своего гостеприимца царя Македонии Архелая. После смерти последнего мифологического Архелая в списке предков македонских царей заменили нейтральным Караном.

## Мифы
Сын одного из потомков Геракла царя Аргоса Темена. Был изгнан братьями из родного города, после чего прибыл в Македонию ко двору Киссея. Когда враги окружили его владения, Киссей пообещал Архелаю царство и дочь в жёны, если тот окажет ему помощь. Архелай в первой же битве победил врагов Киссея, после чего потребовал обещанного. Киссей попытался хитростью убить героя. Он приказал вырыть яму, заполнить её углями и покрыть тонким слоем хвороста. Предполагалось, что Архелай попадёт в ловушку и погибнет. Однако раб Киссея открыл Архелаю планы царя. Тогда Архелай сказал, что ему надо наедине переговорить с Киссеем. Когда прислуга удалилась, он схватил царя и бросил в яму с углями.
После убийства Киссея Архелай был вынужден бежать. Он долго странствовал по Македонии. Согласно оракулу Аполлона, Архелай следовал за козой, которая указывала дорогу. Коза привела Архелая к месту, где он основал первую столицу Македонского царства Эги (др.-греч. αίγες — козы). По другой версии, коза показала Архелаю иной путь, благодаря чему он не попал в яму с углями.
Архелай стал родоначальником рода македонских царей из династии Аргеадов, к которой принадлежал в том числе Александр Македонский.

## Возникновение легенды
Легенда о мифическом прародителе македонских царей Архелае возникла между 408 и 406 годами до н. э. До этого македонские цари также возводили свой род к аргосским царям и Гераклу, но при перечислении их мифологических предков имя Архелая отсутствовало. Список начинался Пердиккой. Появление мифологического Архелая связано с именами македонского царя Архелая и знаменитого трагика Еврипида. В конце жизни драматург переехал в Македонию и написал для своего царственного гостеприимца трагедию «Архелай». Само произведение не сохранилось. Из комедии Аристофана «Лягушки» до современников дошли лишь его первые строки: «Египт, который, славясь многочадием, / С пятьюдесятью сыновьями корабли / Направил в Аргос…». Содержание произведения известно благодаря его пересказу Псевдо-Гигином.
После смерти Архелая с последующей борьбой за власть со стороны его родственников генеалогическое древо македонских царей было вновь переписано. На место Пердикки и Архелая в качестве родоначальника рода Аргеадов и основателя Эг пришёл нейтральный Каран. Существует несколько версий этимологии «сменщика» Архелая Карана. По одной, это дорийское слово, которое обозначает «господин» или «правитель», по другой — македонский аналог имени Кира Великого, по третьей — «karano» или «karanno» обозначает «коза» или «козлёнок». Историк Н. Хаммонд отмечает, что имя мифологического Архелая в Македонии не прижилось. Впоследствии образ Карана, который изначально представлял переименованного Архелая, значительно видоизменился. Он стал предком мифологического Пердикки, героем объединившим Македонию, наследником Киссея и т. п.